# روکو دایلو
روکو دایلو (انگلیسی: Rocco D'Aiello؛ زادهٔ ۲۸ ژوئن ۱۹۸۶) بازیکن فوتبال اهل ایتالیا است.
از باشگاه‌هایی که در آن بازی کرده‌است می‌توان به باشگاه فوتبال تراپانی، باشگاه فوتبال تورینو، باشگاه فوتبال مسینا، البیا کالچو ۱۹۰۵، باشگاه فوتبال تریستیانا، و باشگاه فوتبال پالرمو اشاره کرد.